# Plavání na mistrovství světa v plaveckých sportech 2024
Závody v plavání v olympijském 50 m bazénu na mistrovství světa v plaveckých sportech za rok 2024 proběhly v Dauhá, Katar ve dnech 11. až 18. února 2024.

## Výsledky

### Individuální disciplíny
| Muži                 | Zlato                       | Zlato    | Stříbro                     | Stříbro  | Bronz                       | Bronz    |
| -------------------- | --------------------------- | -------- | --------------------------- | -------- | --------------------------- | -------- |
| 50 m volný způsob    | Vladyslav Buchov (UKR)      | 21,44    | Cameron McEvoy (AUS)        | 21,45    | Benjamin Proud (GBR)        | 21,53    |
| 100 m volný způsob   | Pchan Čan-le (CHN)          | 47,53    | Alessandro Miressi (ITA)    | 47,72    | Nándor Németh (HUN)         | 47,78    |
| 200 m volný způsob   | Hwang Son-u (KOR)           | 1:44,75  | Danas Rapšys (LTU)          | 1:45,05  | Lucas Hobson (USA)          | 1:45,26  |
| 400 m volný způsob   | Kim U-min (KOR)             | 3:42,71  | Elijah Winnington (AUS)     | 3:42,86  | Lukas Märtens (GER)         | 3:42,96  |
| 800 m volný způsob   | Daniel Wiffen (IRL)         | 7:40,94  | Elijah Winnington (AUS)     | 7:42,95  | Gregorio Paltrinieri (ITA)  | 7:42,98  |
| 1500 m volný způsob  | Daniel Wiffen (IRL)         | 14:34,07 | Florian Wellbrock (GER)     | 14:44,61 | David Aubry (FRA)           | 14:44,85 |
| 50 m znak            | Isaac Cooper (AUS)          | 24,13    | Hunter Armstrong (USA)      | 24,33    | Ksawery Masiuk (POL)        | 24,44    |
| 100 m znak           | Hunter Armstrong (USA)      | 52,68    | Hugo González (ESP)         | 52,70    | Apostolos Christu (GRE)     | 53,36    |
| 200 m znak           | Hugo González (ESP)         | 1:55,30  | Roman Miťukov (SUI)         | 1:55,40  | Pieter Coetze (RSA)         | 1:55,99  |
| 50 m motýlek         | Diogo Ribeiro (POR)         | 22,97    | Michael Andrew (USA)        | 23,07    | Cameron McEvoy (AUS)        | 23,08    |
| 100 m motýlek        | Diogo Ribeiro (POR)         | 51,17    | Simon Bucher (AUT)          | 51,28    | Jakub Majerski (POL)        | 51,32    |
| 200 m motýlek        | Tomoru Honda (JPN)          | 1:53,88  | Alberto Razzetti (ITA)      | 1:54,65  | Martin Espernberger (AUT)   | 1:55,16  |
| 50 m prsa            | Samuel Williamson (AUS)     | 26,32    | Nicolò Martinenghi (ITA)    | 26,39    | Nicolas Fink (USA)          | 26,49    |
| 100 m prsa           | Nicolas Fink (USA)          | 58,57    | Nicolò Martinenghi (ITA)    | 58,84    | Adam Peaty (GBR)            | 59,10    |
| 200 m prsa           | Tung Č'-chao (CHN)          | 2:07,94  | Caspar Corbeau (NED)        | 2:08,24  | Nicolas Fink (USA)          | 2:08,85  |
| 200 m polohový závod | Finlay Knox (CAN)           | 1:56,64  | Carson Foster (USA)         | 1:56,97  | Alberto Razzetti (ITA)      | 1:57,42  |
| 400 m polohový závod | Lewis Clareburt (NZL)       | 4:09,72  | Max Litchfield (GBR)        | 4:10,40  | Daija Seto (JPN)            | 4:12,51  |
| Ženy                 | Zlato                       | Zlato    | Stříbro                     | Stříbro  | Bronz                       | Bronz    |
| 50 m volný způsob    | Sarah Sjöströmová (SWE)     | 23,69    | Katherine Douglassová (USA) | 23,91    | Katarzyna Wasicková (POL)   | 23,95    |
| 100 m volný způsob   | Marrit Steenbergenová (NED) | 52,26    | Siobhán Haugheyová (HKG)    | 52,56    | Shayna Jacková (AUS)        | 52,83    |
| 200 m volný způsob   | Siobhán Haugheyová (HKG)    | 1:54,89  | Erika Fairweatherová (NZL)  | 1:55,77  | Brianna Throssellová (AUS)  | 1:56,00  |
| 400 m volný způsob   | Erika Fairweatherová (NZL)  | 3:59,44  | Li Ping-ťie (CHN)           | 4:01,62  | Isabel Goseová (GER)        | 4:02,39  |
| 800 m volný způsob   | Simona Quadarellaová (ITA)  | 8:17,44  | Isabel Goseová (GER)        | 8:17,53  | Erika Fairweatherová (NZL)  | 8:22,26  |
| 1500 m volný způsob  | Simona Quadarellaová (ITA)  | 15:46,99 | Li Ping-ťie (CHN)           | 15:56,62 | Isabel Goseová (GER)        | 15:57,55 |
| 50 m znak            | Claire Curzanová (USA)      | 27,43    | Iona Andersonová (AUS)      | 27,45    | Ingrid Wilmová (CAN)        | 27,61    |
| 100 m znak           | Claire Curzanová (USA)      | 58,29    | Iona Andersonová (AUS)      | 59,12    | Ingrid Wilmová (CAN)        | 59,18    |
| 200 m znak           | Claire Curzanová (USA)      | 2:05,77  | Jaclyn Barclayová (AUS)     | 2:07,03  | Anastasija Škurdajová (ANA) | 2:09,08  |
| 50 m motýlek         | Sarah Sjöströmová (SWE)     | 24,63    | Mélanie Heniqueová (FRA)    | 25,44    | Farida Osmanová (EGY)       | 25,67    |
| 100 m motýlek        | Angelina Köhlerová (GER)    | 56,28    | Claire Curzanová (USA)      | 56,61    | Louise Hanssonová (SWE)     | 56,94    |
| 200 m motýlek        | Laura Stephensová (GBR)     | 2:07,35  | Helena Bachová (DEN)        | 2:07,44  | Lana Pudarová (BIH)         | 2:07,92  |
| 50 m prsa            | Rūta Meilutisová (LTU)      | 29,40    | Tchang Čchien-tching (CHN)  | 29,51    | Benedetta Pilatová (ITA)    | 30,01    |
| 100 m prsa           | Tchang Čchien-tching (CHN)  | 1:05,27  | Tes Schoutenová (NED)       | 1:05,82  | Siobhán Haugheyová (HKG)    | 1:05,92  |
| 200 m prsa           | Tes Schoutenová (NED)       | 2:19,81  | Katherine Douglassová (USA) | 2:20,91  | Sydney Pickremová (CAN)     | 2:22,94  |
| 200 m polohový závod | Katherine Douglassová (USA) | 2:07,05  | Sydney Pickremová (CAN)     | 2:08,56  | Jü I-tching (CHN)           | 2:09,01  |
| 400 m polohový závod | Freya Colbertová (GBR)      | 4:37,14  | Anastasija Gorbenková (ISR) | 4:37,36  | Sara Franceschiová (ITA)    | 4:37,86  |

### Štafety
| Muži                   | Zlato | Zlato   | Stříbro | Stříbro | Bronz | Bronz   |
| ---------------------- | --- | ------- | --- | ------- | --- | ------- |
| 4×100 m volný způsob   | Čína (CHN) (Pchan Čan-le, Ťi Sin-ťie, Čang Čan-šuo, Wang Chao-jü)                                                                                                  | 3:11,08 | Itálie (ITA) (Alessandro Miressi, Lorenzo Zazzeri, Paolo Conte-Bonin, Manuel Frigo, (r)Leonardo Deplano)                                  | 3:12,08 | USA (USA) (Matthew King, Shaine Casas, Lucas Hobson, Carson Foster, (r)Hunter Armstrong, (r)John Aikins)                                                      | 3:12,29 |
| 4×200 m volný způsob   | Čína (CHN) (Ťi Sin-ťie, Wang Chao-jü, Pchan Čan-le, Čang Čan-šuo)                                                                                                  | 7:01,84 | Jižní Korea (KOR) (Jang Če-hun, Kim U-min, I Ho-čun, Hwang Son-u, (r)I Ju-jon)                                                            | 7:01,94 | USA (USA) (Lucas Hobson, Carson Foster, Hunter Armstrong, David Johnston, (r)Shaine Casas)                                                                    | 7:02,08 |
| 4×100 m polohový závod | USA (USA) (Hunter Armstrong, Nicolas Fink, Zachary Harting, Matthew King, (r)John Aikins, (r)Jacob Foster, (r)Shaine Casas, (r)Lucas Hobson)                       | 3:29,30 | Nizozemsko (NED) (Kai van Westering, Arno Kamminga, Nyls Korstanje, Stan Pijnenburg, (r)Caspar Corbeau)                                   | 3:31,23 | Itálie (ITA) (Michele Lamberti, Nicolò Martinenghi, Gianmarco Sansone, Alessandro Miressi, (r)Ludovico Viberti, (r)Federico Burdisso)                         | 3:31,59 |
| Ženy                   | Zlato | Zlato   | Stříbro | Stříbro | Bronz | Bronz   |
| 4×100 m volný způsob   | Nizozemsko (NED) (Kim Buschová, Janna van Kootenová, Kira Toussaintová, Marrit Steenbergenová, (r)Milou van Wijková)                                               | 3:36,61 | Austrálie (AUS) (Brianna Throssellová, Alexandria Perkinsová, Abbey Harkinová, Shayna Jacková, (r)Jaclyn Barclayová)                      | 3:36,93 | Kanada (CAN) (Rebecca Smithová, Sarah Fournierová, Katerine Savardová, Taylor Rucková, (r)Ella Jansenová)                                                     | 3:37,95 |
| 4×200 m volný způsob   | Čína (CHN) (Aj Jen-chan, Kung Čen-čchi, Li Ping-ťie, Jang Pchej-čchi, (r)Ma Jung-chuej)                                                                            | 7:47,26 | Spojené království (GBR) (Freya Colbertová, Abigail Woodová, Lucy Hopeová, Medi Harrisová)                                                | 7:50,90 | Austrálie (AUS) (Brianna Throssellová, Shayna Jacková, Abbey Harkinová, Kiah Melvertonová, (r)Jaclyn Barclayová)                                              | 7:51,41 |
| 4×100 m polohový závod | Austrálie (AUS) (Iona Andersonová, Abbey Harkinová, Brianna Throssellová, Shayna Jacková, (r)Jaclyn Barclayová, (r)Alexandria Perkinsová)                          | 3:55,98 | Švédsko (SWE) (Louise Hanssonová, Sophie Hanssonová, Sarah Sjöströmová, Michelle Colemanová, (r)Hanna Rosvallová)                         | 3:56,35 | Kanada (CAN) (Ingrid Wilmová, Sophie Angusová, Rebecca Smithová, Taylor Rucková, (r)Sydney Pickremová, (r)Katerine Savardová)                                 | 3:56,43 |
| Mix                    | Zlato | Zlato   | Stříbro | Stříbro | Bronz | Bronz   |
| 4×100 m volný způsob   | Čína (CHN) (Pchan Čan-le, Wang Chao-jü, Li Ping-ťie, Jü I-tching, (r)Ťi Sin-ťie, (r)Aj Jen-chan)                                                                   | 3:21,18 | Austrálie (AUS) (Kai Taylor, Jack Cartwright, Shayna Jacková, Brianna Throssellová, (r)Alexandria Perkinsová, (r)Abbey Harkinová)         | 3:21,78 | USA (USA) (Hunter Armstrong, Matthew King, Claire Curzanová, Katherine Douglassová, (r)Lucas Hobson, (r)John Aikins, (r)Addison Sauickieová, (r)Kayla Hanová) | 3:22,28 |
| 4×100 m polohový závod | USA (USA) (Hunter Armstrong, Nicolas Fink, Claire Curzanová, Katherine Douglassová, (r)John Aikins, (r)Jacob Foster, (r)Rachel Klinkerová, (r)Addison Sauickieová) | 3:40,22 | Austrálie (AUS) (Bradley Woodward, Samuel Williamson, Brianna Throssellová, Shayna Jacková, (r)Alexandria Perkinsová, (r)Abbey Harkinová) | 3:43,12 | Spojené království (GBR) (Medi Harrisová, Adam Peaty, Matthew Richards, Anna Hopkinová, (r)James Wilby, (r)Duncan Scott)                                      | 3:45,09 |

## Medailová bilance
V plavání se rozdělilo celkem 42 sad medailí.
| Pořadí | Stát                                |       | Muži    | Muži  | Muži  |         | Ženy  | Ženy  | Ženy    |       | Mix   | Mix     | Mix   |  | Muži + Ženy + Mix | Muži + Ženy + Mix | Muži + Ženy + Mix | Celkem |
| Pořadí | Stát                                | Zlato | Stříbro | Bronz | Zlato | Stříbro | Bronz | Zlato | Stříbro | Bronz | Zlato | Stříbro | Bronz |  |                   |                   |                   | Celkem |
| ------ | ----------------------------------- | ----- | ------- | ----- | ----- | ------- | ----- | ----- | ------- | ----- | ----- | ------- | ----- |  | ----------------- | ----------------- | ----------------- | ------ |
| 1.     | USA (USA)                           |       | 3       | 3     | 5     |         | 4     | 3     | 0       |       | 1     | 0       | 1     |  | 8                 | 6                 | 6                 | 20     |
| 2.     | Čína (CHN)                          |       | 4       | 0     | 0     |         | 2     | 3     | 1       |       | 1     | 0       | 0     |  | 7                 | 3                 | 1                 | 11     |
| 3.     | Austrálie (AUS)                     |       | 2       | 3     | 1     |         | 1     | 4     | 3       |       | 0     | 2       | 0     |  | 3                 | 9                 | 4                 | 16     |
| 4.     | Nizozemsko (NED)                    |       | 0       | 2     | 0     |         | 3     | 1     | 0       |       | 0     | 0       | 0     |  | 3                 | 3                 | 0                 | 6      |
| 5.     | Itálie (ITA)                        |       | 0       | 5     | 3     |         | 2     | 0     | 2       |       | 0     | 0       | 0     |  | 2                 | 5                 | 5                 | 12     |
| 6.     | Spojené království (GBR)            |       | 0       | 1     | 2     |         | 2     | 1     | 0       |       | 0     | 0       | 1     |  | 2                 | 2                 | 3                 | 7      |
| 7.     | Švédsko (SWE)                       |       | 0       | 0     | 0     |         | 2     | 1     | 1       |       | 0     | 0       | 0     |  | 2                 | 1                 | 1                 | 4      |
| 7.     | Nový Zéland (NZL)                   |       | 1       | 0     | 0     |         | 1     | 1     | 1       |       | 0     | 0       | 0     |  | 2                 | 1                 | 1                 | 4      |
| 9.     | Jižní Korea (KOR)                   |       | 2       | 1     | 0     |         | 0     | 0     | 0       |       | 0     | 0       | 0     |  | 2                 | 1                 | 0                 | 3      |
| 10.    | Irsko (IRL)                         |       | 2       | 0     | 0     |         | 0     | 0     | 0       |       | 0     | 0       | 0     |  | 2                 | 0                 | 0                 | 2      |
| 10.    | Portugalsko (POR)                   |       | 2       | 0     | 0     |         | 0     | 0     | 0       |       | 0     | 0       | 0     |  | 2                 | 0                 | 0                 | 2      |
| 12.    | Německo (GER)                       |       | 0       | 1     | 1     |         | 1     | 1     | 2       |       | 0     | 0       | 0     |  | 1                 | 2                 | 3                 | 6      |
| 13.    | Kanada (CAN)                        |       | 1       | 0     | 0     |         | 0     | 1     | 5       |       | 0     | 0       | 0     |  | 1                 | 1                 | 5                 | 7      |
| 14.    | Hongkong (HKG)                      |       | 0       | 0     | 0     |         | 1     | 1     | 1       |       | 0     | 0       | 0     |  | 1                 | 1                 | 1                 | 3      |
| 15.    | Litva (LTU)                         |       | 0       | 1     | 0     |         | 1     | 0     | 0       |       | 0     | 0       | 0     |  | 1                 | 1                 | 0                 | 2      |
| 15.    | Španělsko (ESP)                     |       | 1       | 1     | 0     |         | 0     | 0     | 0       |       | 0     | 0       | 0     |  | 1                 | 1                 | 0                 | 2      |
| 17.    | Japonsko (JPN)                      |       | 1       | 0     | 1     |         | 0     | 0     | 0       |       | 0     | 0       | 0     |  | 1                 | 0                 | 1                 | 2      |
| 18.    | Ukrajina (UKR)                      |       | 1       | 0     | 0     |         | 0     | 0     | 0       |       | 0     | 0       | 0     |  | 1                 | 0                 | 0                 | 1      |
| 19.    | Rakousko (AUT)                      |       | 0       | 1     | 1     |         | 0     | 0     | 0       |       | 0     | 0       | 0     |  | 0                 | 1                 | 1                 | 2      |
| 20.    | Francie (FRA)                       |       | 0       | 0     | 1     |         | 0     | 1     | 0       |       | 0     | 0       | 0     |  | 0                 | 1                 | 1                 | 2      |
| 21.    | Dánsko (DEN)                        |       | 0       | 0     | 0     |         | 0     | 1     | 0       |       | 0     | 0       | 0     |  | 0                 | 1                 | 0                 | 1      |
| 21.    | Izrael (ISR)                        |       | 0       | 0     | 0     |         | 0     | 1     | 0       |       | 0     | 0       | 0     |  | 0                 | 1                 | 0                 | 1      |
| 21.    | Švýcarsko (SUI)                     |       | 0       | 1     | 0     |         | 0     | 0     | 0       |       | 0     | 0       | 0     |  | 0                 | 1                 | 0                 | 1      |
| 24.    | Polsko (POL)                        |       | 0       | 0     | 2     |         | 0     | 0     | 1       |       | 0     | 0       | 0     |  | 0                 | 0                 | 3                 | 3      |
| 25.    | Bosna a Hercegovina (BIH)           |       | 0       | 0     | 0     |         | 0     | 0     | 1       |       | 0     | 0       | 0     |  | 0                 | 0                 | 1                 | 1      |
| 25.    | Egypt (EGY)                         |       | 0       | 0     | 0     |         | 0     | 0     | 1       |       | 0     | 0       | 0     |  | 0                 | 0                 | 1                 | 1      |
| 25.    | Řecko (GRE)                         |       | 0       | 0     | 1     |         | 0     | 0     | 0       |       | 0     | 0       | 0     |  | 0                 | 0                 | 1                 | 1      |
| 25.    | Maďarsko (HUN)                      |       | 0       | 0     | 1     |         | 0     | 0     | 0       |       | 0     | 0       | 0     |  | 0                 | 0                 | 1                 | 1      |
| 25.    | Autorizovaní neutrální atleti (ANA) |       | 0       | 0     | 0     |         | 0     | 0     | 1       |       | 0     | 0       | 0     |  | 0                 | 0                 | 1                 | 1      |
| 25.    | Jižní Afrika (RSA)                  |       | 0       | 0     | 1     |         | 0     | 0     | 0       |       | 0     | 0       | 0     |  | 0                 | 0                 | 1                 | 1      |
| Celkem | Celkem                              |       | 20      | 20    | 20    |         | 20    | 20    | 20      |       | 2     | 2       | 2     |  | 42                | 42                | 42                | 126    |